# کردبزلی
کردبزلی (به ترکی آذربایجانی: Kürdəbazlı) یک منطقهٔ مسکونی در جمهوری آذربایجان است که در شهرستان ماساللی واقع شده‌است. کردبزلی ۶۲۰ نفر جمعیت دارد.